# Productlift
Een productlift is een machine waarmee producten automatisch van het ene niveau naar het andere niveau kunnen worden getransporteerd.
In de interne logistiek zijn er verschillende manieren om productstromen te laten stijgen of dalen. Een veel gebruikte oplossing zijn stijg- of daalbanden. Een dergelijke bandtransporteur die onder een hoek geplaatst wordt om een hoogteverschil te overbruggen, heeft als voordeel dat er tevens een bepaalde afstand wordt afgelegd. Nadeel is dat er veel nuttig grondoppervlak verloren gaat door de ruimte die de benodigde ondersteuningen van de bandtransporteur in beslag nemen. Door het gebruik van een productlift of verticaal transporteur kan er op een veel kleiner vloeroppervlak een groter hoogteverschil worden overbrugd. Als verticaal transporteur kan worden gekozen voor een continutransporteur of een discontinutransporteur. Continutransporteurs zijn er in de vorm van een spiraaltransporteur, een L-conveyor of matjeslift en een met vorken uitgeruste productlift.

## Discontinu- en continutransporteurs

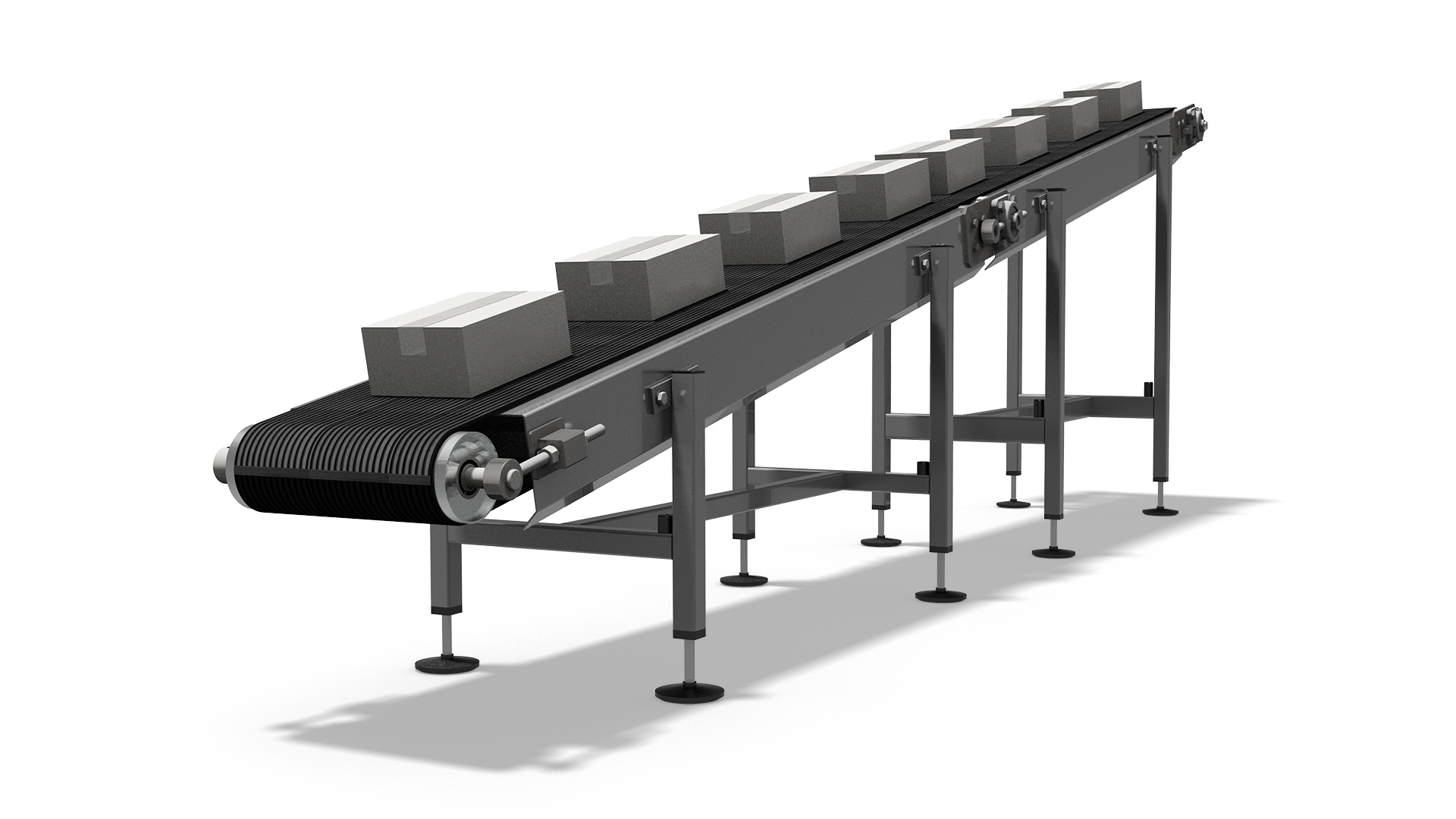
Opvoerband continutransporteur

Een discontinue transporteur haalt het product op middels een platform of een op dit platform gemonteerde rollenbaan of bandtransporteur en brengt dit platform inclusief het product vervolgens naar een ander niveau. Een dergelijke transporteur is, door de cyclustijd benodigd voor het in- en uitvoeren en voor het omhoog/omlaag bewegen, enkel te gebruiken voor lagere capaciteiten. Voor hogere capaciteiten zijn de continutransporteurs meer geschikt. In deze groep zijn er twee verschillende oplossingen. Er kan gekozen worden voor een spiraaltransporteur of voor een continuproductlift. Beide oplossingen kunnen meerdere producten verwerken.

## Spiraaltransporteur

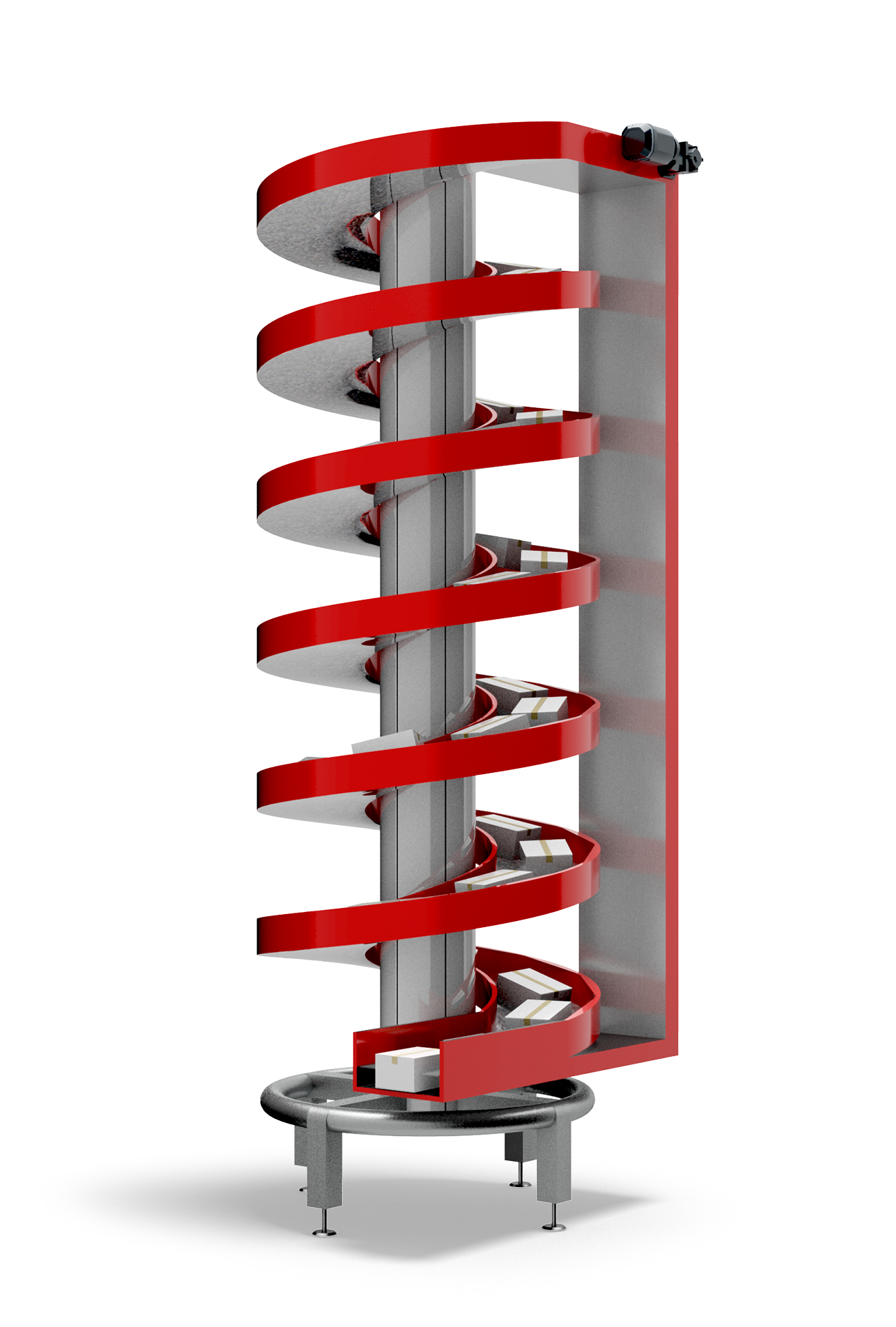
Spiraaltransporteur / Spiral conveyor

Een spiraal transporteur, ook wel spiraaltransportband genoemd ('spiral conveyor' in het Engels), heeft als voordeel dat het ruimtebesparend is en hoge doorvoersnelheden kan bereiken. Daarnaast is de complexiteit beperkt, waardoor minder vaak een technisch probleem optreedt (minder storingen zorgen voor hogere lijnefficiëntie). 
De spiraaltransporteur is een simpel gebruiksvriendelijk product dat door zijn unieke eigenschappen een beperkte TCO (total cost of ownership) heeft. Een spiraaltransportband kan doorvoer snelheden bereiken van 3000-4600 eenheden per uur en gewicht dragen van 50–60 kg/meter, band snelheden kunnen oplopen tot 60-80 meter/minuut. Ook zijn er spiraaltransporteurs die tot meer dan 40 meter hoog gaan met verschillende invoer- en uitvoergedeelten verspreid over verschillende verdiepingen. Dit wordt veelal toegepast in de logistiek en opslag, waar volledig geautomatiseerde systemen goederen via een spiraal transportband naar het distributiecentrum vervoeren. Men noemt dit een 'multi-level spiraal'.

### Multi Track technologie
Er bestaan ook spiraaltransportbanden met 'multi track' technologie. Deze technologie zorgt ervoor dat flessen of andere primaire verpakkingen (koekjes, kaas, cups) in verschillende rijen vervoerd kunnen worden met een spiraaltransporteur. Op die manier wordt het product vlak ondersteund en heeft de smalle band alleen een lichte hellingshoek. Voordeel van dit soort oplossingen is dat er vrijwel of geen contact is met de verpakkingen waardoor er geen beschadigingen ontstaan aan de buitenkant van de verpakking. Er zijn spiraaltransporteur leveranciers die erin slagen om over een hoogte van 14-15 meter maar 1 aandrijving te gebruiken, waardoor het onderhoud beperkt blijft.

### Mass Flow technologie
Er zijn ook specifieke spiraaltransporteur oplossingen speciaal ontworpen voor de drankenindustrie. Denk aan bierflesjes of blikjes. Deze spiraaltransporteurs vervoeren de producten terwijl ze tegen elkaar aan staan in een "mass-flow" en kunnen hoge snelheden doorvoeren van meer dan 120.000 blikjes per uur met snelheden van 60 meter per minuut. Dit is toegepast in bierbrouwerijen van grote bekende bedrijven als Bavaria, Heineken, etc.

### Nadelen
Nadeel van een sipraaltransporteur is het relatief grote motorvermogen dat nodig is om de gehele kettingbaan inclusief producten in beweging te brengen. Vergelijk het in beweging brengen van een spiraalvormige conveyor met het trekken aan een touwtje dat om een cilinder is gewikkeld: het touwtje trekt zich strak om de cilinder heen, waardoor de hele cilinder in beweging komt. Omdat de leverancier voorschrijft dat een spiraal langzaam moet opstarten, is behalve een groot motorvermogen ook een zware, kostbare regelaar nodig. Mede hierdoor is de initiële investering hoger dan van andere productliften. Ook ligt het energieverbruik aanzienlijk hoger dan bij een paternoster- of vorkenlift.
Verder kunnen sommige producten vervormen doordat ze onder een hoek getransporteerd worden. Denk aan kunststofflessen die middels krimpfolie gebundeld zijn op het moment dat de folie nog niet is afgekoeld. Daarom is het belangrijk goed te informeren hoe het product bij de spiraaltransporteur moet worden aangeboden. Een product wordt op een spiraaltransporteur op twee hoeken gedragen, dit komt door de stijghoek en de radius waarin de transportband geplaatst is.

## L-conveyor of matjeslift
Voor het rechtstandig transporten van producten kan gekozen worden voor een continuproductlift die verkrijgbaar is in twee varianten: een L-conveyor of matjeslift en een vorkenlift. Een L-conveyor of matjeslift is een goederenlift waarbij de producten op een drager liggen die tussen een aantal kettingen is opgehangen. Waarbij het risico op product vervuiling aanzienlijk is als er gebruik wordt gemaakt van traditionele kettingen. Een dergelijke lift heeft als mogelijk nadeel dat er wat meer besturing nodig is, het benodigde grondoppervlak is niet veel anders dan dat van een spiraal-transporteur. Vroeger was de L-conveyor beduidend compacter en was dit dan ook een groot voordeel, maar sinds 2010 zijn er compacte spiraaltransporteurs op de markt verschenen die de gelijke oppervlakte in gebruik nemen als een L-conveyor.  Een ander nadeel van een L-conveyor of matjeslift is de lastig te bewaken productovergang bij de invoer waardoor het foutief innemen van product tot grote gevolgschade kan leiden en waardoor er, aanzienlijke bijkomende kosten te verwachten zijn door productieverlies. De L-conveyor maakt gebruik van 2 kettingen en spanners die langzaam de ketting steeds meer uitrekken. Dit zorgt ervoor dat deze oplossingen onderhoudstechnisch duurder zijn dan een spiraaltransporteur of vorkenlift maar de initiële investering is iets lager. De kettingen in een L-conveyor moeten gemiddeld elke 3-4 jaar vervangen worden. De L-conveyor heeft vrij veel onderhoud nodig door de vele bewegende delen wat het iets minder vriendelijk maakt in gebruik ten opzichte van een spiraaltransporteur.

## Vorkenlift of paternosterlift

Dit is een voorbeeld van een vorkenlift. Met een paternoster-cyclusbeweging.

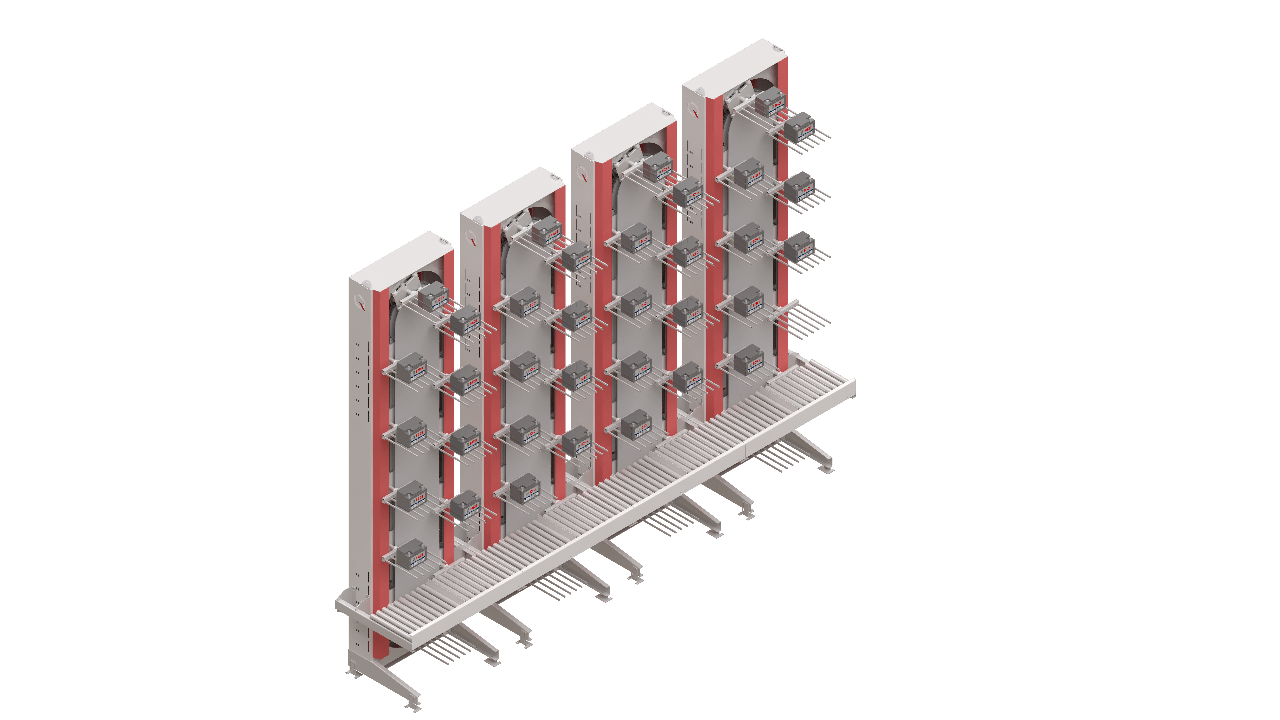
Een voorbeeld van een toepassing van de vorkenlift of paternosterlift als buffer.

Een vorkenlift of paternosterlift biedt meer flexibiliteit in opstellingsmogelijkheden dan een L-conveyor of matjeslift. Een vorkenlift is een productlift die de producten met een vork van een transporteur opneemt en vervolgens op een ander niveau weer op een andere transporteur terugplaatst. Een dergelijke vorkenlift biedt de mogelijkheid om ook producten onder een hoek van 90 graden in of uit te voeren. Daardoor is het aantal mogelijke in- en uitvoercombinaties een stuk groter. De maximale snelheid van een vorkenlift is ongeveer 1500-2500 eenheden per uur. Doordat er geïndexeerd moet worden met sensoren bij het invoeren van producten, zijn hogere snelheden zoals bij spiraaltransporteurs niet mogelijk. Een vorkenlift moet daarnaast wel afgeschermd worden met een hekwerk. Dit maakt het systeem minder toegankelijk. 

### Verticaal sorteren of bufferen
Dankzij de mogelijkheid om transporteurs in of uit de lift te schuiven, kan een vorkenlift tevens worden gebruikt als verticale sorteerinstallatie. Bij een dergelijke sorteerinstallatie kan er op elk gewenst niveau product worden ingevoerd en uitgevoerd en kan men met één lift zowel product omhoog als omlaag brengen. Tevens is het mogelijk om de vorkenlift te gebruiken als buffersysteem door meerdere liften met elkaar te koppelen.

### Duurzaam en onderhoudsvriendelijk
Wat de vorkenlift duurzaam en onderhoudsvriendelijk maakt, is het paternosterprincipe. Omdat de opgaande en neergaande vorken elkaar in evenwicht houden, is alleen motorvermogen nodig om het productgewicht te verplaatsen. Daardoor is aanzienlijk minder vermogen en dus ook minder energie nodig dan bij andere systemen doordat. Bijkomend voordeel is dat een paternosterlift relatief weinig bewegende onderdelen en dus ook weinig slijtdelen bevat. Dat scheelt in onderhoudskosten.
Een verschil tussen de vorkenlift en een L-conveyor of matjeslift is de complexiteit van de besturing. Bij een L-conveyor of matjeslift moet de in- en uitvoer volledig synchroon lopen, terwijl dit bij een vorkenlift niet nodig is. Dat zorgt voor een besturing die aanmerkelijk eenvoudiger is.